# Helmuth Siewert
Helmuth Siewert – niemiecki bokser, brązowy medalista Mistrzostw Europy z roku 1925.

## Kariera
W maju 1925 zdobył brązowy medal na Mistrzostwach Europy, w kategorii ciężkiej.
W roku 1926 był mistrzem Niemiec w kategorii ciężkiej.